# Peter Hirsch (Politiker)
Peter Hirsch (* 13. April 1915 in Pretul bei Langenwang an der Mürz; † 4. August 1989 in Mürzzuschlag) war ein österreichischer Politiker (ÖVP) und ÖBB-Bediensteter.

## Leben
Hirsch wurde 1915 im obersteirischen Pretul bei Langenwang an der Mürz geboren. Nach der Absolvierung der Grundschulausbildung begann er eine Lehre als Zeug- und Hammerschmied. Nach Beendigung der Lehrzeit arbeitete er als Forstarbeiter und später als Postbediensteter, ehe er aus politischen Gründen 1938 aus dem Staatsdienst entlassen wurde. Nach Ende des Zweiten Weltkrieges wechselte Hirsch zu den ÖBB als Lokführer, gleichzeitig begann er auch seine politischen Tätigkeiten wieder aufzunehmen. Am 4. August 1989 verstarb er nach langer schwerer Krankheit in Mürzzuschlag.

## Politische Tätigkeit
Von 1949 bis 1957 gehörte Hirsch dem Steiermärkischen Landtag als Abgeordneter an.
Als Mitglied des Bundesrates (ÖVP) vertrat er von 1957 bis 1965 die Interessen der Steiermark. (IX. Gesetzgebungsperiode des Nationalrates). Darüber hinaus fungierte er auch als Zentralleitungsmitglied der Gewerkschaft der Eisenbahner. Von 1945 bis 1970 gehörte Hirsch dem Gemeinderat der Stadtgemeinde Mürzzuschlag an, von 1955 bis 1970 in der Funktion als Vizebürgermeister.
In der Zeit von 1955 bis 1965 führte er dieses Amt als Kandidat der ÖVP aus, von 1965 bis 1970 als Vorsitzender seiner Namensliste.
Besondere Verdienste erwarb sich Hirsch vor allem in Verbindung mit der Etablierung und Errichtung des Gymnasiums Mürzzuschlag und im Bereich der Wohnbauförderung.

## Auszeichnungen
- Ehrenring der Stadtgemeinde Mürzzuschlag (1970)[4]

## Sonstige Tätigkeiten
- Gruppenfeldmeister der Pfadfindergruppe Mürzzuschlag (1946-1989)[5]
- Mitbegründer und Obmann des Vereins für Höhlenkunde Mürzzuschlag (1974-1989)[6]
- Ehrenmitglied der K.St.V. Waldmark Mürzzuschlag im Mittelschüler-Kartell-Verband